# Збіжність за Борелем
Збіжність за Борелем — узагальнення поняття збіжності ряду, запропоноване французьким математиком Емілем Борелем. Загалом існує два нееквівалентні визначення, які пов'язують з іменем Бореля.

## Визначення
- Нехай дано числовий ряд {\displaystyle \sum _{n=0}^{\infty }a_{n}.} Ряд називається збіжним за Борелем (або B-збіжним), якщо існує границя:

{\displaystyle \lim _{x\to \infty }e^{-x}\sum _{k=0}^{\infty }{\frac {x^{k}}{k!}}S_{k}=S,} де Sk — часткові суми ряду. Число S тоді називається борелівською сумою ряду.
- Нехай дано числовий ряд {\displaystyle \sum _{n=0}^{\infty }a_{n}.} Ряд називається збіжним за Борелем (або B'-збіжним), якщо існує інтеграл:

{\displaystyle \int _{0}^{\infty }dte^{-t}\sum _{n}{\frac {a_{n}}{n!}}t^{n}=S}

## Приклад
Розглянемо ряд {\displaystyle \sum _{0}^{\infty }n!x^{n}.} Цей ряд є розбіжним для довільного {\displaystyle x\neq 0.} Проте за інтегральним визначенням збіжності за Борелем маємо:
{\displaystyle \sum _{0}^{\infty }n!x^{n}=\int _{0}^{\infty }dte^{-t}\sum _{n=0}^{\infty }(xt)^{n}=\int _{0}^{\infty }dt{\frac {e^{-t}}{1-xt}},}
і сума є визначеною для від'ємних значень x.

## Властивості
Нехай функція:
{\displaystyle f(z)=\sum _{k=0}^{\infty }a_{k}z^{k}}
регулярна в нулі і С — множина всіх її особливих точок. Через кожну точку {\displaystyle P\in C} проведемо відрізок {\displaystyle OP\,} і пряму {\displaystyle L_{p}\,,} що проходить через точку Р перпендикулярно до {\displaystyle OP\,}. Множина точок, що лежать по одну сторону з нулем для кожної з прямих {\displaystyle L_{p}\,,} позначимо {\displaystyle \Pi \,}. Тоді межа {\displaystyle \Gamma \,} області {\displaystyle \Pi \,} називається многокутником Бореля функції f(z), а область {\displaystyle \Pi \,} її внутрішньою областю. Справедлива теорема: ряд 
{\displaystyle \sum _{k=0}^{\infty }a_{k}z^{k}}
є B-збіжним в області {\displaystyle \Pi \,} і не є B-збіжним в області {\displaystyle \Pi ^{*}\,} — доповненні до {\displaystyle \Pi \,} . 